# マミジロキビタキ
マミジロキビタキ（眉白黄鶲、学名：Ficedula zanthopygia）は、スズメ目ヒタキ科ノビタキ亜科に分類される鳥類の一種である。

## 分布
ロシア沿海州から朝鮮半島、中国東部で繁殖し、冬期は東南アジア方面に渡り越冬する。
日本では旅鳥として主に日本海側に渡来するが、数は少ない。単独で観察される例が多い。

## 形態
全長約14cm。雄は頭部から背面にかけて黒く、眉斑と翼の斑は白色。腹部と腰は黄色。雌は上面は褐色で腹部は黄色がかった白色。翼に白い斑があり、腰は黄色である。

## 生態
森林に生息し、昆虫類、節足動物等を捕食する。時々空中捕食もする。
「チュイチピー」、「チョイチピー」などとさえずる。さえずりはキビタキに似ているが、やや短めである。

## キビタキとの交雑
静岡県では、本種のオスとキビタキのメスとが交雑した記録がある。